# Горбась Денис Володимирович
Денис Володимирович Горбась — український полісмен, генерал поліції 3-го рангу, директор департаменту юридичного забезпечення Міністерства внутрішніх справ України.., член колегії МВС України.

## Життєпис
Народився 23 серпня 1978 року у Києві. 
У 1999 році з відзнакою закінчив Національу академію внутрішніх справ України  за спеціальністю «Правознавство». 
Розпочав трудову діяльність у Головному управлінні військового та матеріально-технічного забезпечення МВС України.
Був призначений старшим оперуповноваженим в особливо важливих справах відділу юридичного забезпечення діяльності органів внутрішніх справ Управління правового забезпечення Головного штабу МВС України, де у 2002 році став начальником даного відділу, а у 2006 р.  заступником начальника Управління правового забезпечення. 
З 2007 обійняв посаду заступника начальника Управління правового забезпечення діяльності органів внутрішніх справ Правового департаменту МВС України — начальника відділу судово-претензійної роботи, а згодом — заступника начальника Управління юридичного забезпечення МВС України.
З 2013 р. працює директором Департаменту юридичного забезпечення Міністерства внутрішніх справ України.

## Науково-педагогічна діяльність
Доцент кафедри цивільного права і процесу Національної академії внутрішніх справ України.

## Нагороди
- Орден «За заслуги» II ступеня (4.08.2017)[2]

## Наукове звання
- Кандидат юридичних наук

## Почесне звання
- Заслужений юрист України